# Ubachsberg

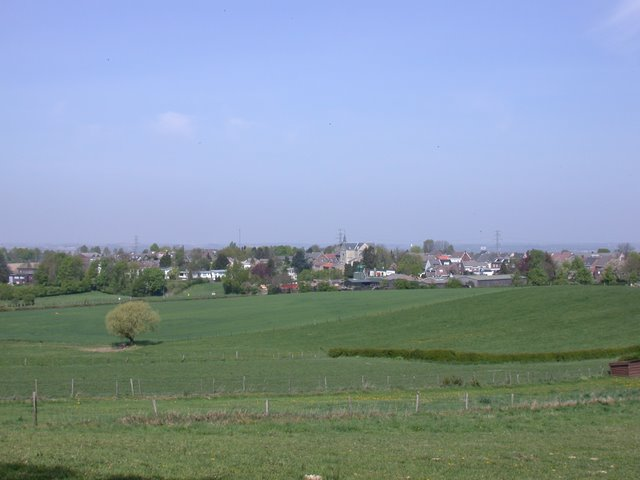
Zicht op Ubachsberg vanaf de Vrouwenheide

Ubachsberg (Limburgs: Gen Berg) is een woonkern in de gemeente Voerendaal in Nederlands-Limburg. Het dorp telt 1380 inwoners (in 2014).

## Etymologie
De oudste vermelding van deze kern dateert uit 1234, toen nog onder de naam "Ubac". Later werd dit Ubagsberg, om in 1883 omgedoopt te worden tot Ubachsberg.
De naam betekent: de berg of heuvel bij Ubach. Het eerste deel van de oudste vermelding (Ubac) wordt wel in verband gebracht met "ouw" of "ooi", hetgeen nat weiland of waterland betekent.

## Natuur en landschap
Ubachsberg ligt op het Plateau van Ubachsberg op een hoogte van ongeveer 180 meter. Ten noorden van Ubachsberg ligt het natuurgebied de Kunderberg. Ten zuiden van de Kunderberg liggen de Geulkerberg, Putberg en de Keverberg. Tussen de Geulkerberg en de Putberg/Keverberg ligt een dal met daarin de historische Hoeve de Daal. De Vrouwenheide, ten zuiden van Ubachsberg, is met 216 meter één der hoogste punten van Nederland en het hoogste punt van het plateau.

## Geologie
Wie Ubachsberg wil bezoeken moet - van welke kant men ook komt - bergop gaan. Het dorp ligt als het ware als een “eiland” op een heuvel. Dit “Eiland van Ubachsberg” is een getuigenheuvel en staat te boek als bijzonder aardkundig object. Het betreft een “eiland”, gevormd door de tussen de 1-2 miljoen jaar geleden hier stromende Oostmaas (oostelijk van Ubachsberg) en de naar het noorden stromende Westmaas. Aan de oppervlakte zijn nog steeds overblijfselen van verwerings- en verkiezelingsprocessen uit het Tertiair te vinden. Gedurende de verschillende ijstijden is het gebied steeds afgedekt met een dikke laag löss uit het Laagpakket van Schimmert. Ten zuiden en zuidwesten van het dorp ligt het Droogdal van Colmont. Ten noorden en noordoosten het dorp liggen de Droogdal van Kunrade en Droogdal de Dael.

## Bezienswaardigheden
- De parochiekerk van Ubachsberg, de Sint-Bernarduskerk, dateert officieel uit 1841, toen de parochie zelfstandig werd en niet meer tot de Laurentiusparochie van Voerendaal behoorde. In dat jaar werd de reeds bestaande laatromaanse oostpartij met halfronde apsis, het transept en het laatste juk van het schip aangevuld met een uitbreiding van het schip en de kerktoren. Ook werd begonnen met de aanleg van het kerkhof tussen de kerk en het Bernardusplein. In 1924 zijn aan het schip een transept en een koor aangebouwd naar een ontwerp van architect Beursgens uit Sittard.
- Vóór de kerk werd in 1928 een Heilig Hartbeeld geplaatst.
- Mariakapel nabij Oude Schoolstraat 17, van 1919.
- Mariabeeld aan de Hunsstraat
- Enkele kalkovens, met name aan/bij de Daelsweg, te weten:
  - Kalkoven Sieben
  - Kalkoven Kurvers
  - Kalkoven Bosrand (met nabijgelegen Groeve Putberg)
  - Kalkoven Daelsweg
  - Kalkoven Dalberg
  - Kalkoven Koffiepotje
- Windmolen Op de Vrouweheide, nabij de buurtschap Mingersborg, op 216 meter hoogte.

Zie ook
- Lijst van rijksmonumenten in Ubachsberg

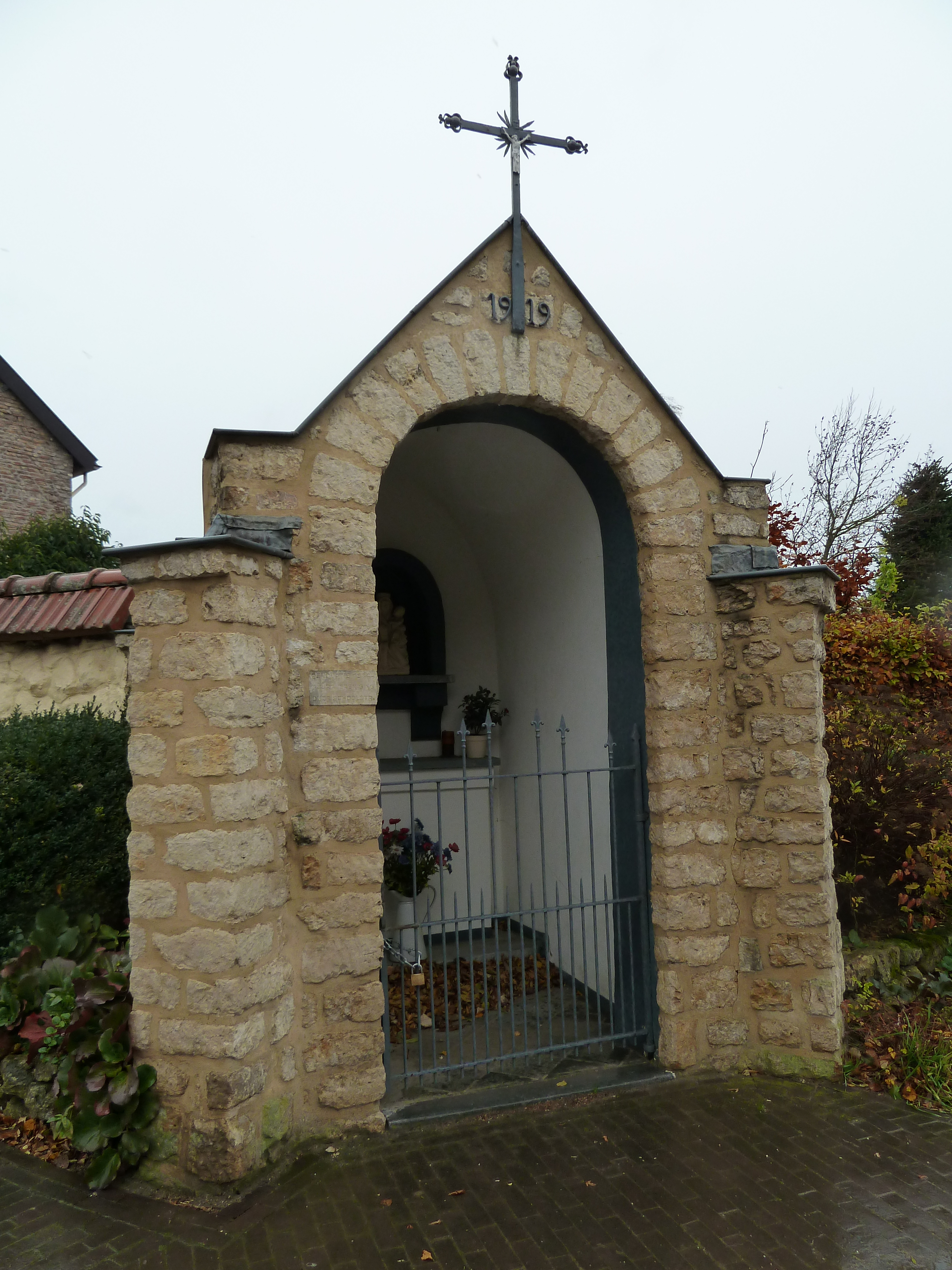
Kapel aan de Oude Schoolstraat
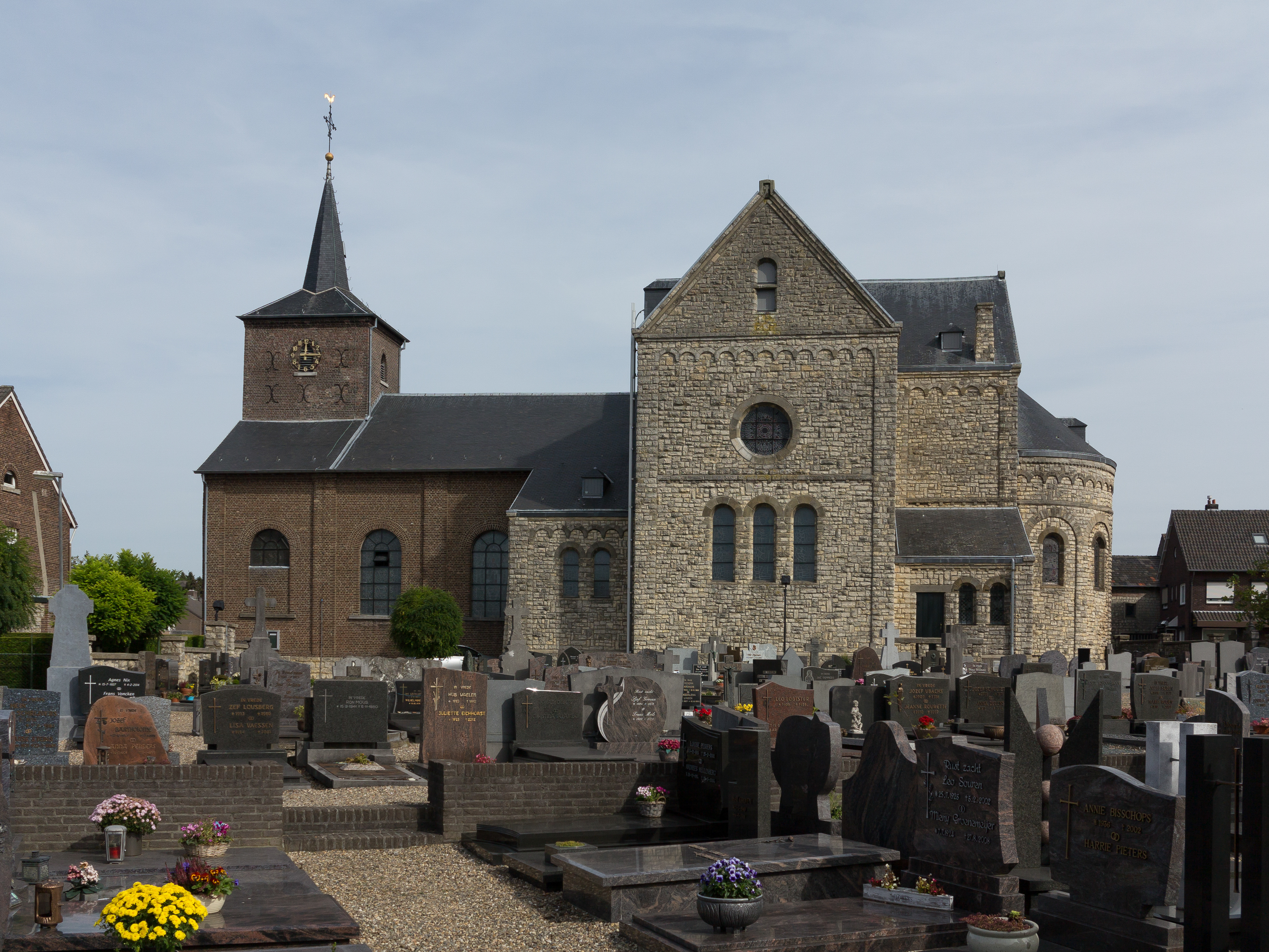
Sint-Bernarduskerk
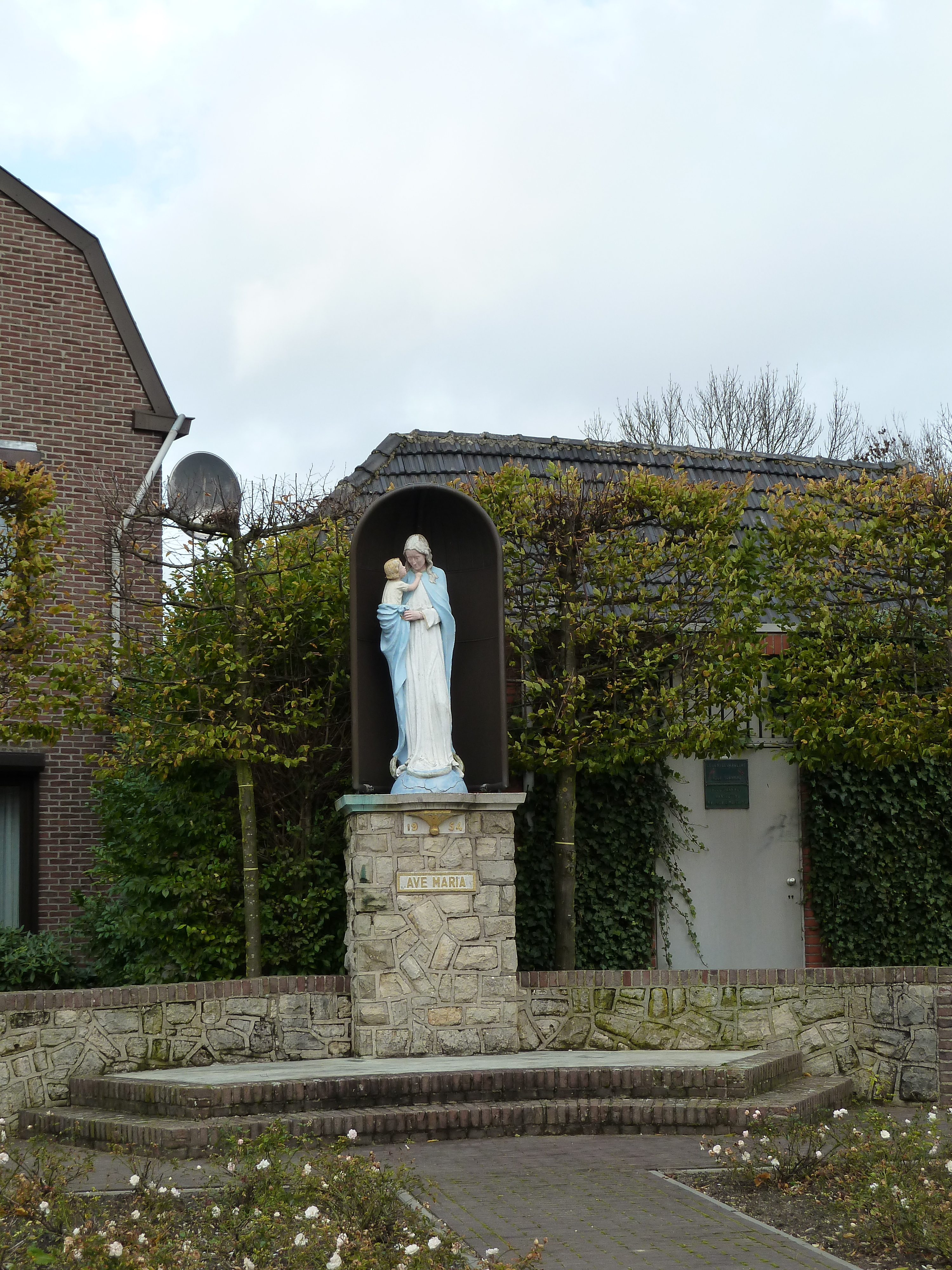
Beeld Hunsstraat
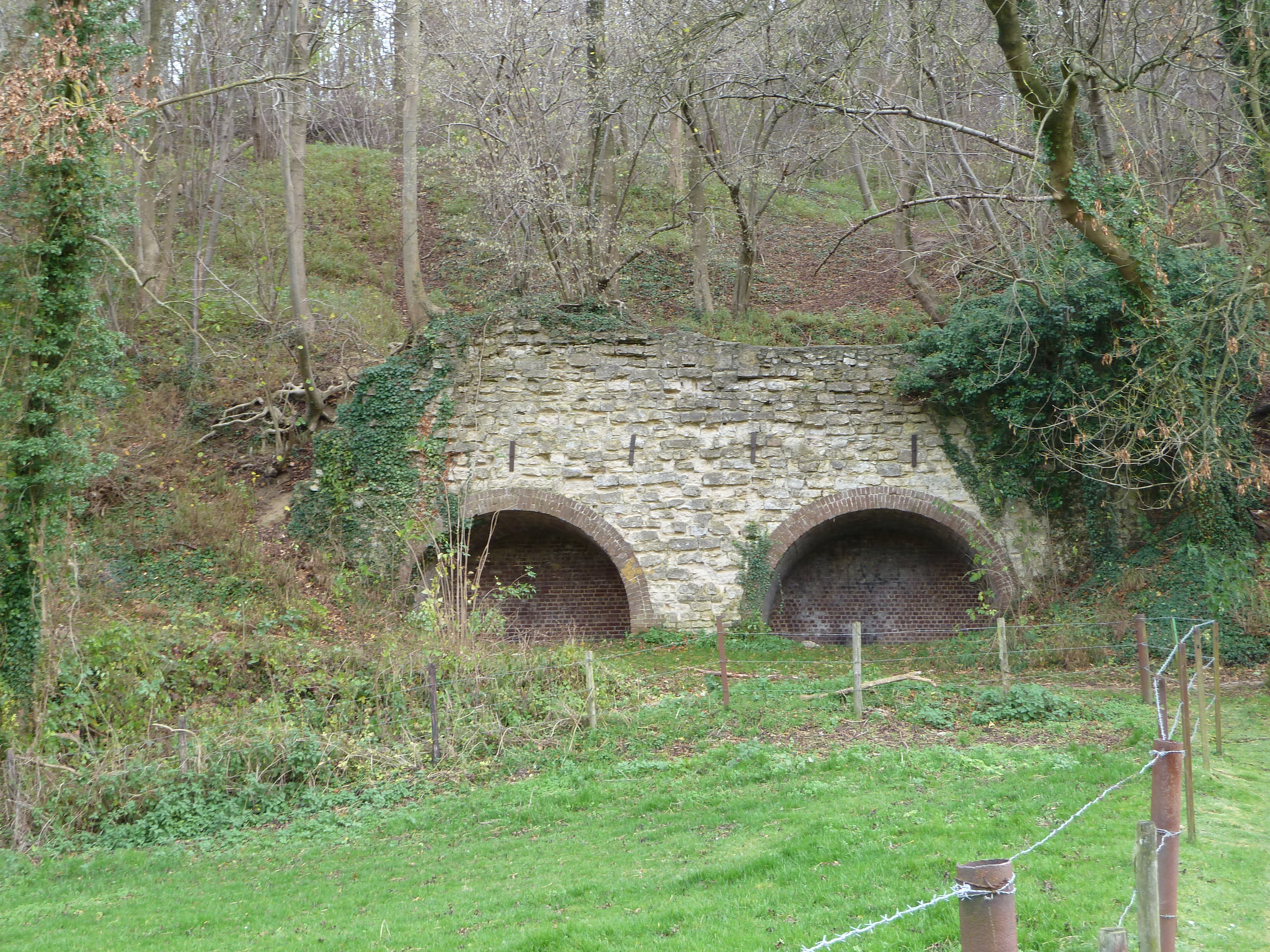
Kalkovens aan de Daelsweg
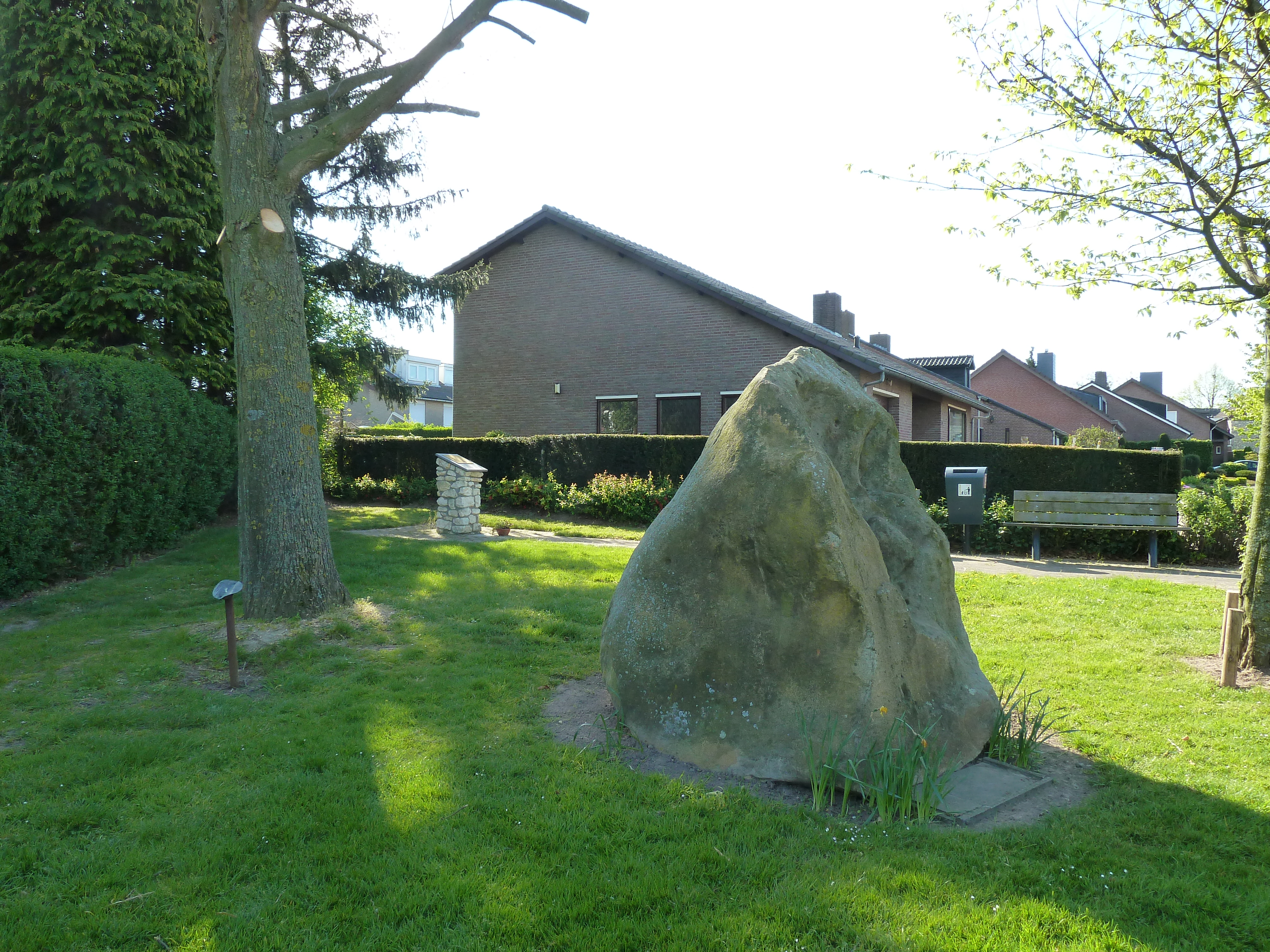
Herdenkingsmonument, grote kei en Beatrixboom
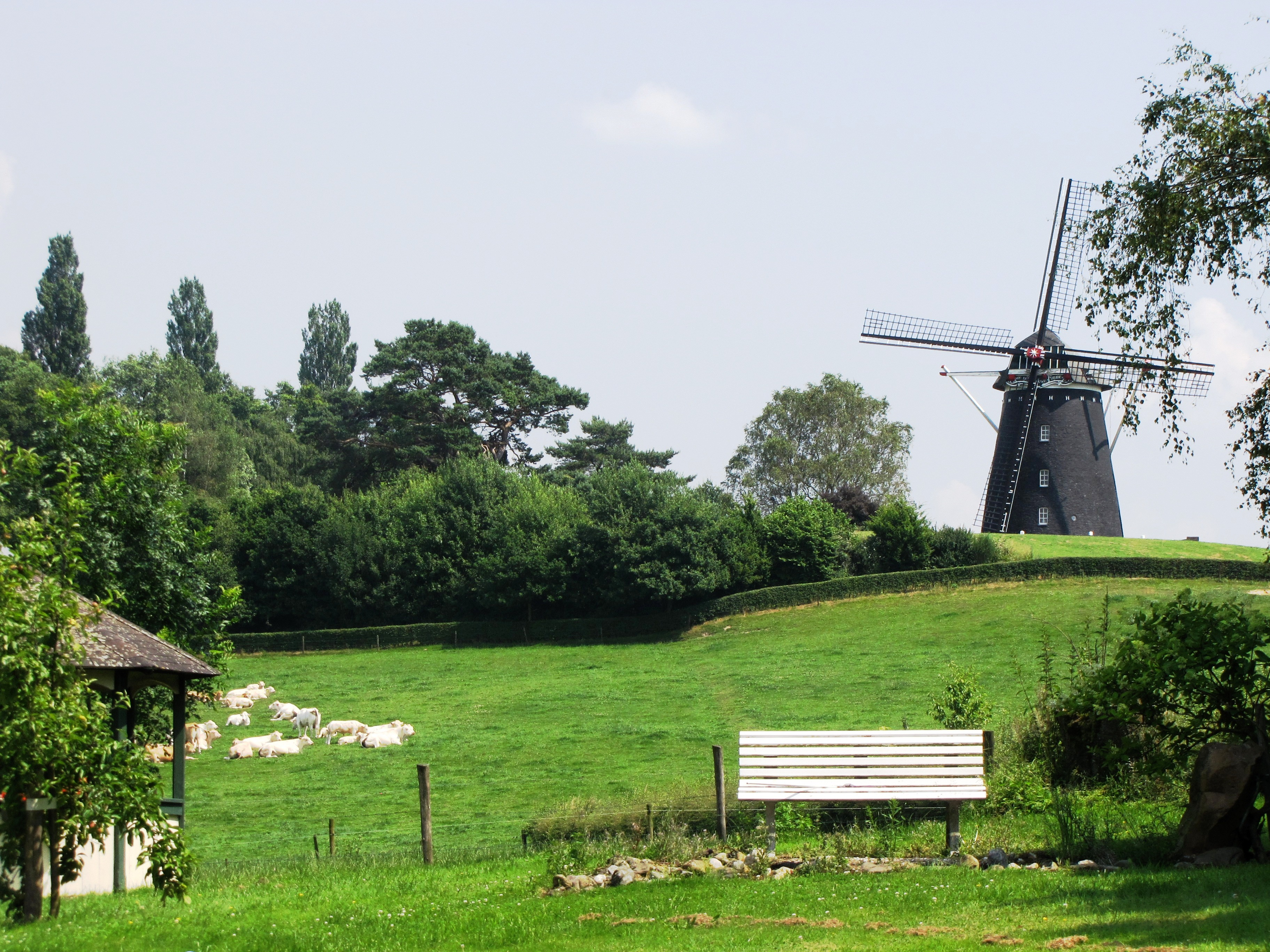
Windmolen Mingersborg

## Verenigingsleven
In Ubachsberg zijn relatief veel verenigingen actief, waaronder de in 1909 opgerichte Fanfare St. Cecilia die diverse keren nationaal kampioen werd. In 1974 en in 1981 won de fanfare onder leiding van Wil Jacobs, tijdens het Wereld Muziek Concours te Kerkrade, in de hoogste afdeling de nationale alsook de wereldtitel.
St. Cecilia is het eerste korps dat in 1986 onder auspiciën van de Limburgse Bond van Muziekgezelschappen deelnam in de concertafdeling, de huidige concertdivisie. In deze 'Champions League' van de Nederlandse blaasmuziek werd de fanfare o.l.v. Sjef Ficker in 1992 en 2003 Nederlands Kampioen. 
De in 1843 opgerichte Schutterij Sint Hubertus heeft in 1972 en 1980 het Oud Limburgs Schuttersfeest georganiseerd. Het OLS van 1972 ging de annalen in als het eerste dat vanwege het slechte weer verschoven moest worden (van 2 juli naar 13 augustus). Het terrein was door zware regenval in een modderpoel veranderd.

## Restauratie en wijngoed
Restaurant De Leuf in Ubachsberg heeft in november 2007 een tweede Michelinster mogen ontvangen (eigenaar Paul van de Bunt overleed op 10 april 2014). Samen met restaurant Beluga uit Maastricht en restaurant Da Vinci uit Maasbracht zijn zij de enige in Limburg met twee sterren.
Ubachsberg is ook de thuishaven van Wijngoed Fromberg. Dit wijngoed vervaardigt zijn eigen wijn, de Fromberger, evenals een zevental andere wijnen. De wijngaarden liggen bij het gehucht Fromberg, even ten westen van Colmont. Daarnaast is er in 2023 tegenover het wijnbedrijf zelf in Ubachsberg een kleinere wijngaard (0,5 Ha) "kunderberger" aangelegd. 

## Geboren
- Hub Sieben (1915-1980), politicus

## Overleden
- Trees Ruijs (1925-2016), schrijver en schilder

## Woonachtig geweest
- Cheick Tioté, Ivoriaans voetballer
- Sekou Cissé, Ivoriaans voetballer

## Nabijgelegen kernen
Simpelveld, Eys, Wijlre, Kunrade, Ransdaal
Bovendien liggen in de nabijheid van Ubachsberg de buurtschappen Colmont, Mingersborg, Trintelen en Bosschenhuizen.
Dorpen: Klimmen · Kunrade · Ransdaal · Ubachsberg · Voerendaal

Gehuchten: Colmont · Craubeek · Fromberg · Mingersborg · Retersbeek · Termaar · Weustenrade · Winthagen

Buurtschappen: Barrier · Dolberg · Hellebeuk · Koulen · Kruishoeve · Kunderberg · Lubosch · Opscheumer · Overheek · Termoors · Terveurt

Limburg: Steden en dorpen      Nederland: Provincies · Gemeenten